# Palais royal d'Uvea
Pour les articles homonymes, voir Palais royal.
Le palais royal d'Uvea est le siège du Lavelua, le roi coutumier d'Uvea, sur l'île de Wallis. Il se situe à Mata-Utu, le chef-lieu du territoire d'outre-mer de Wallis-et-Futuna.
Construit à partir de 1876, c'est un lieu politique de très haute importance, où se déroulent la plupart des cérémonies officielles et traditionnelles.

## Localisation

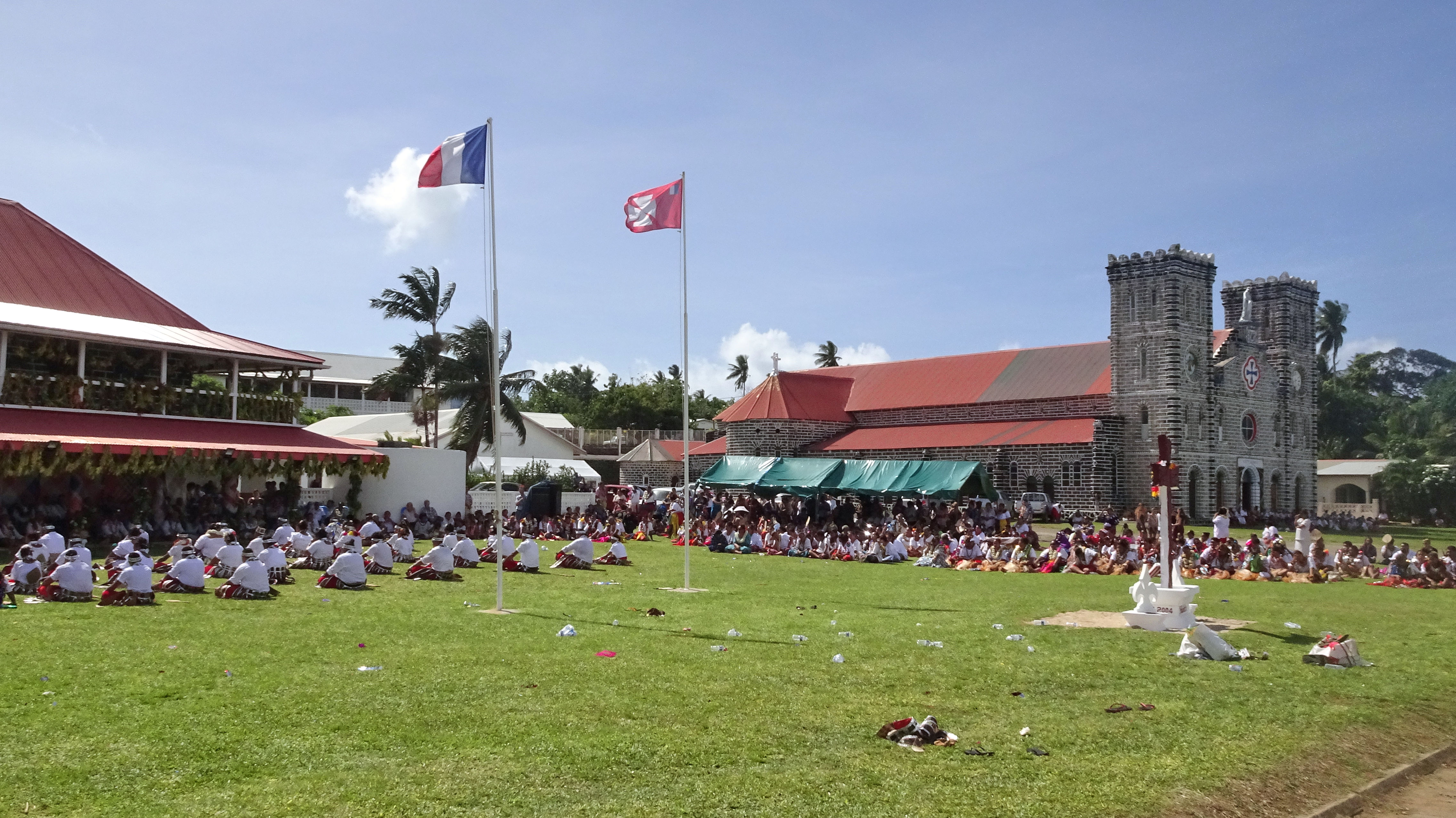
Le palais royal (gauche) est tout proche de la cathédrale Notre-Dame-de-l'Assomption (droite). Au milieu, la place Sagato-Soane.

Le palais se trouve devant la place Sagato-Soane (Saint-Jean, en français), non loin de la cathédrale Notre-Dame-de-l'Assomption, au cœur du village de Mata-Utu. La terre sur laquelle il est bâti s'appelle Mala'evaka.

## Célébrations
Le palais royal accueille la plupart des cérémonies officielles et traditionnelles, comme l'intronisation d'un nouveau Lavelua, la fête du territoire, la cérémonie du 14 Juillet, etc. Lors des cérémonies coutumières comme le katoaga, les différentes autorités du territoire (Lavelua et chefs coutumiers, évêque, administrateur supérieur...) sont assis devant le palais royal.

## Historique

### Construction

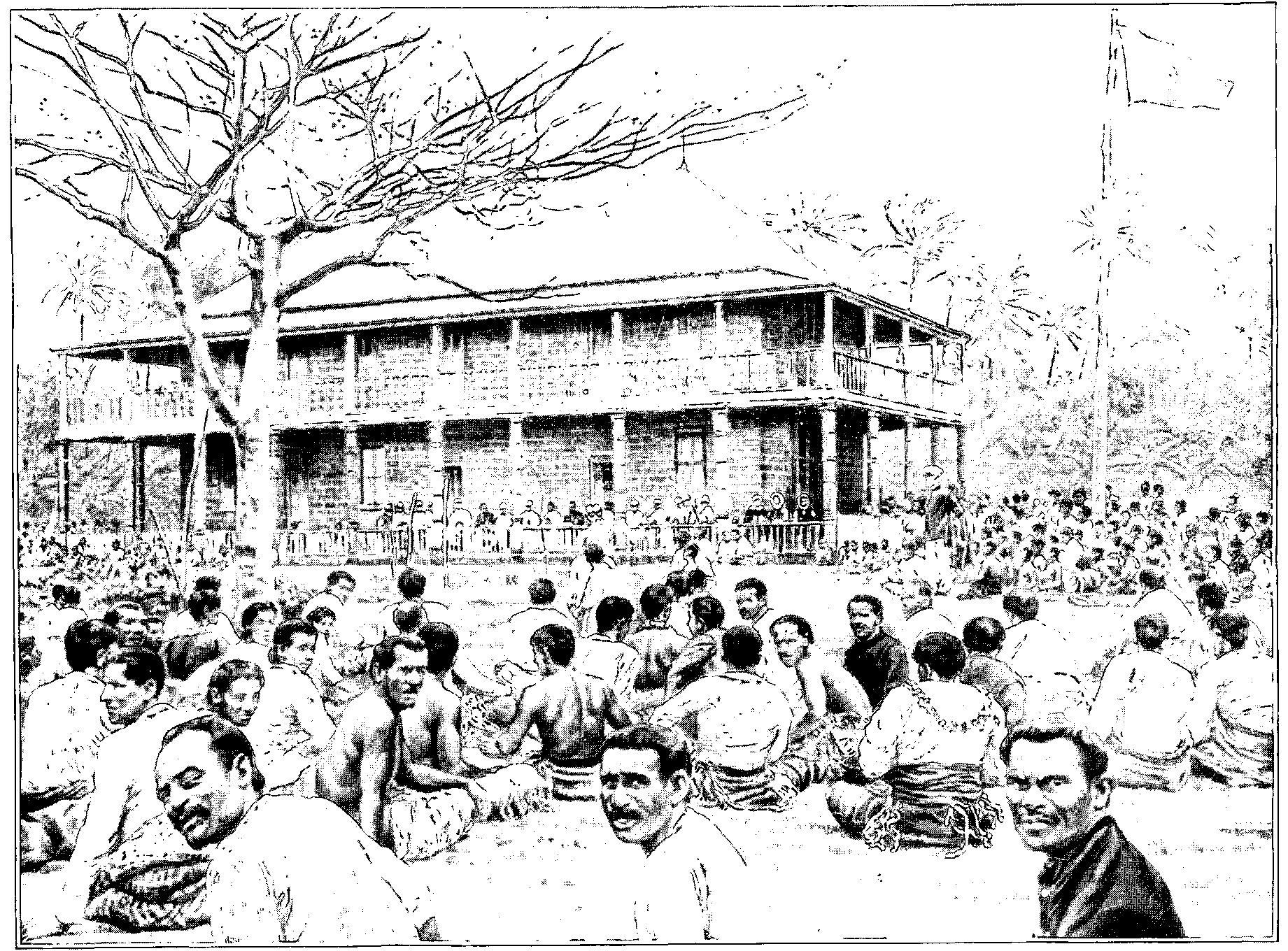
La population wallisienne réunie devant le palais royal d'Uvea en 1900.

La construction de l'édifice commence sous la direction du résident français Jean-Joseph David et est terminée sous le règne d'Amelia Tokagahahau Aliki. En effet, en 1876, l'évêque Pierre Bataillon avait convaincu les autorités coutumières de le faire édifier grâce aux corvées villageoises. Le but de ce palais était de :

« donner à la grande chefferie de Wallis les apparences d’une royauté à l’occidentale afin que les officiers des marines de guerre européennes reconnaissent les Lavelua [...] comme des chefs d’État capables de signer des traités de commerce ou d’alliance »

Les travaux sont confiés à l'architecte Charles Bonneval qui s'est inspiré de l'architecture tongienne pour construire cette résidence royale. C'est d'ailleurs la première fois qu'une maison est construite sur pilotis à Wallis. Construit en pierre, le palais comporte un étage et une véranda.
Le palais royal est reconstruit alors que le comte Dodun de Kéroman est résident de France (1892-1893),.
Depuis sa construction, le palais a subi quelques légers travaux de modernisation.

### Affaires judiciaires
À deux reprises, le Lavelua Tomasi Kulimoetoke II a ouvert les portes du palais royal à des proches condamnés par la justice française, pour qu'ils puissent échapper aux gendarmes :
- En 1998, une affaire juridico-politique met en cause une femme wallisienne de haut rang, élue à l'assemblée territoriale et proche du Lavelua. Elle est accusée de détournement de fonds et condamnée à deux ans de prison par le tribunal de Nouméa[8]. Le Lavelua joue un rôle important dans cette affaire car il prend entièrement parti pour cette femme et lui ouvre les portes du palais royal, là où les gendarmes venant la chercher n'osent pas entrer[9].
- En juin 2005, une crise coutumière éclate quand le petit-fils du Lavelua (en place depuis 46 ans)[10] est condamné pour homicide involontaire après avoir tué un motocycliste en conduisant en état d'ivresse. Le petit-fils se réfugie au palais royal d'Uvea pour se protéger des gendarmes. Ce choix divise les familles aristocratiques, partagées entre soutien coutumier et loyauté envers la puissance tutélaire française. Deux camps apparaissent : d’un côté, les partisans du roi et, de l'autre, les « rénovateurs » qui souhaitent une évolution de la coutume. Pour Frédéric Angleviel, la famille Kulimoetoke, dont sont issus de nombreux membres de la grande chefferie, refuse d'abandonner le pouvoir après tant d'années[11].

## Galerie

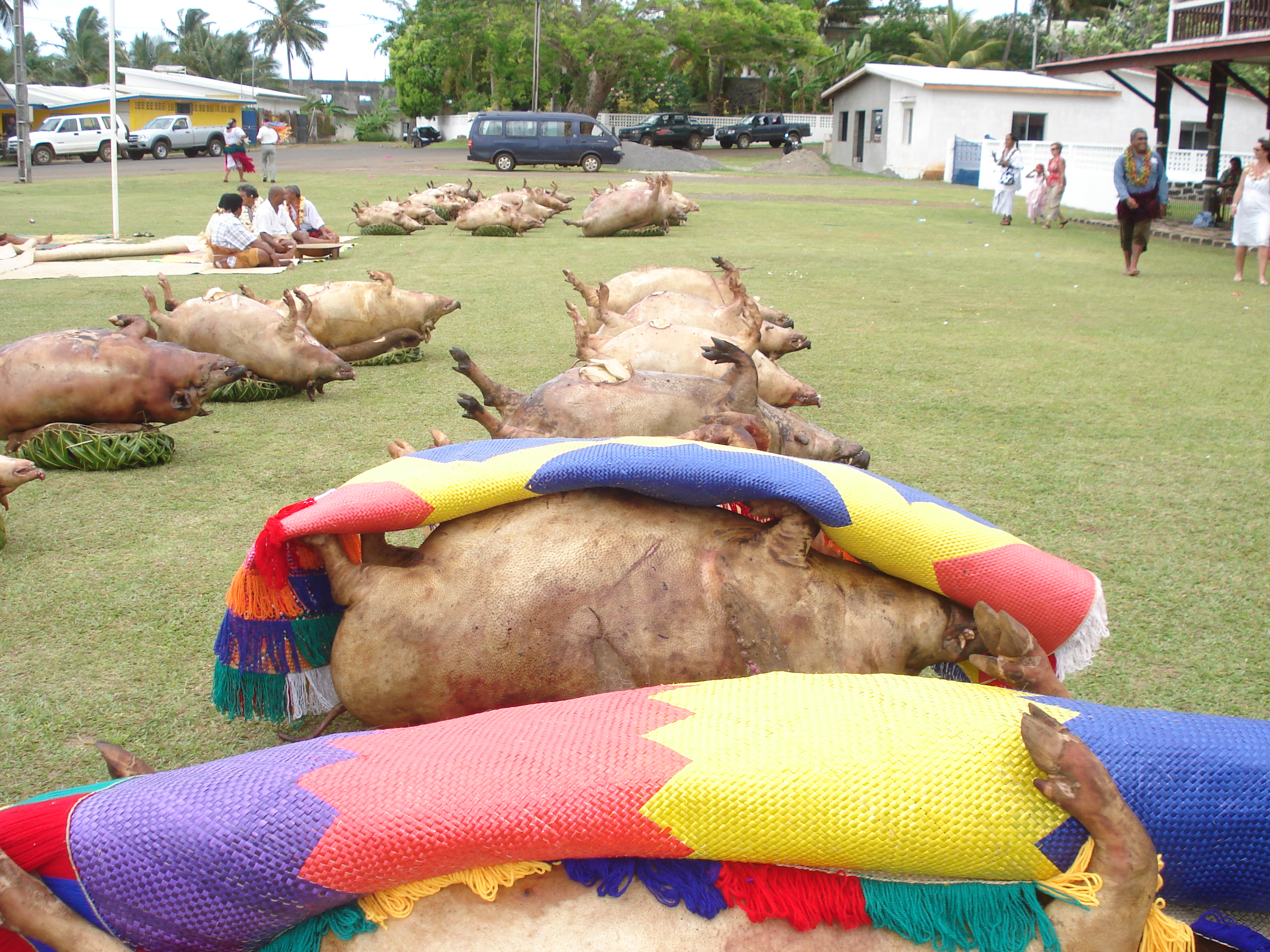
Un katoaga avec des cochons en guise de dons devant le palais royal (à droite de l'image).
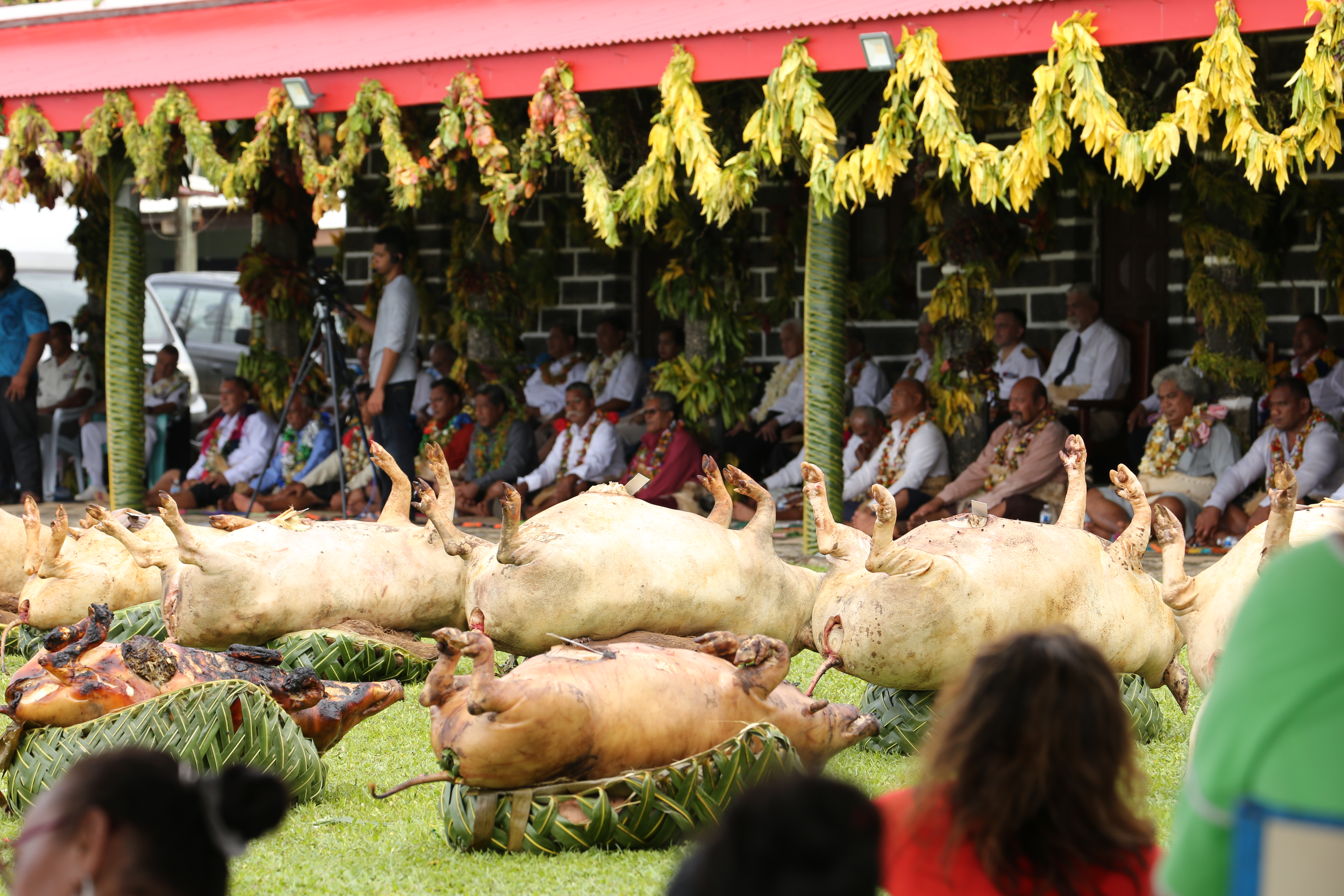
Le palais décoré de guirlandes lors d'un katoaga. La chefferie est assise en dessous au fond de l'image.
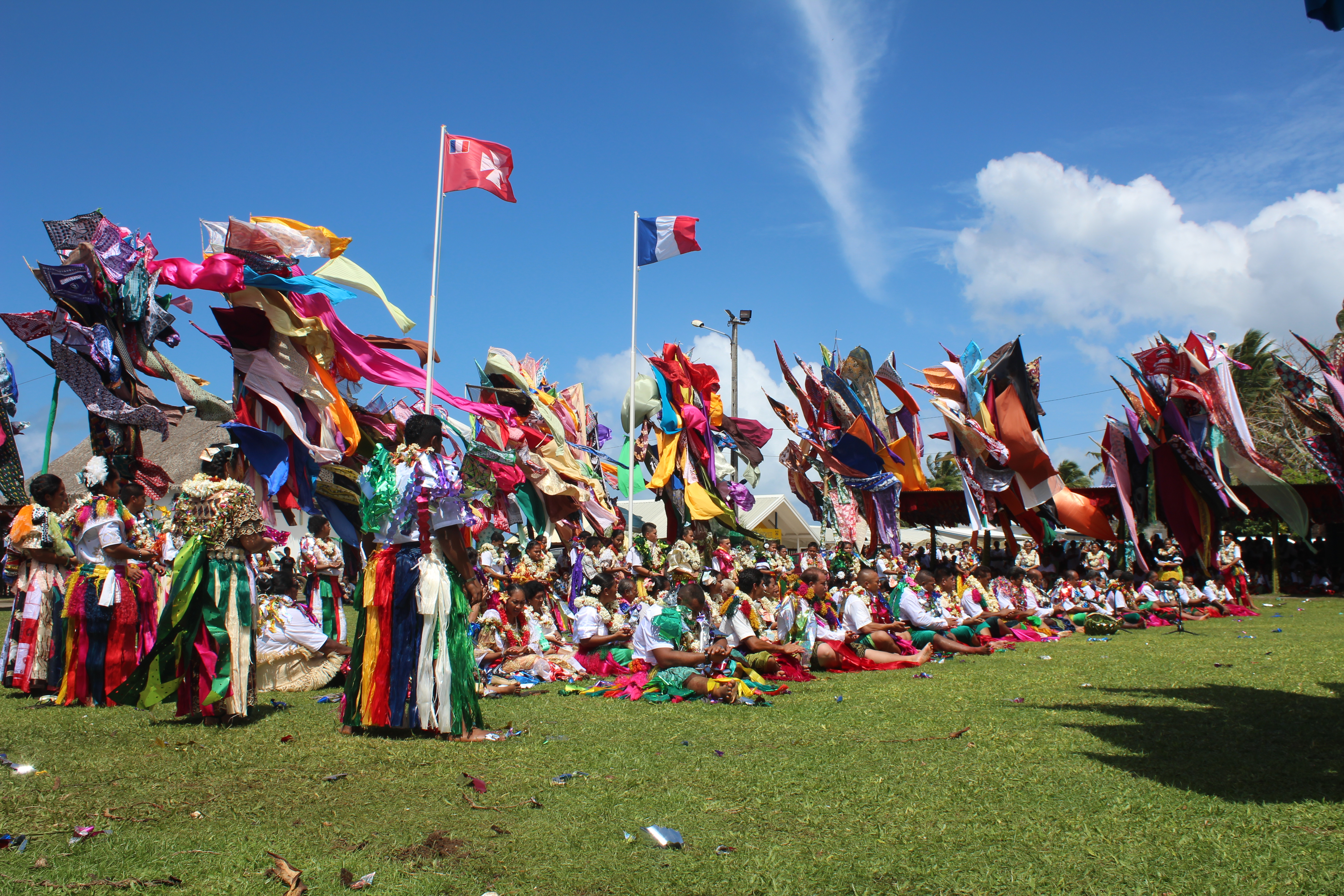
La fête de l'Assomption devant le palais avec les deux drapeaux, celui de la France et celui de Wallis-et-Futuna.